# Mainetti (equip ciclista)
L'equip Mainetti va ser un equip ciclista italià, de ciclisme en ruta que va competir entre el 1966 i el 1967. Va estar dirigit per l'exciclista Marino Fontana.

## Principals resultats

### A les grans voltes
- Giro d'Itàlia
  - 2 participacions (1966, 1967)
  - 3 victòries d'etapa:
    - 1 el 1966: Marino Basso

  - 0 classificació finals:
  - 0 classificacions secundàries:

- Tour de França
  - 0 participacions

- Volta a Espanya
  - 0 participacions